# Mont Orohena
Mont Orohena (2241 m n. m.) je vyhaslá sopka na ostrově Tahiti v jižním Pacifiku. Leží na území Francouzské Polynésie v souostroví Společenské ostrovy ve skupině Îles du Vent. Jedná se o nejvyšší horu Francouzské Polynésie.